# Caccobius christophi
Caccobius christophi là một loài bọ cánh cứng trong họ Bọ hung (Scarabaeidae).